# 10070 Liuzongli
10070 Liuzongli eller 1989 CB8 är en asteroid i huvudbältet som upptäcktes den 7 februari 1989 av den belgiske astronomen Henri Debehogne vid La Silla-observatoriet. Den är uppkallad efter astronomen Liu Zongli.
Asteroiden har en diameter på ungefär 3 kilometer.